# Elecciones estatales de Veracruz de 1997
Las Elecciones estatales de Veracruz de 1997 se llevó a cabo el domingo 9 de noviembre de 1997, y en ellas se renovaron los siguientes cargos de elección popular en el estado mexicano de Veracruz:
- 212 ayuntamientos. Compuestos por un Presidente Municipal y regidores, electos para un periodo de tres años no reelegibles para el periodo inmediato.
- Diputados del Congreso del Estado Electos por mayoría de cada uno de los distritos electorales.

## Resultados electorales

### Ayuntamientos
| Partido/Coalición | Partido/Coalición                                                         | Municipios | Municipios |
| ----------------- | ------------------------------------------------------------------------- | ---------- | ---------- |
|                   | Partido Acción Nacional                                                   | 39         |            |
|                   | Partido Revolucionario Institucional                                      | 103        |            |
|                   | Partido de la Revolución Democrática                                      | 59         |            |
|                   | Partido de la Revolución Democrática Partido Popular Socialista           | 4          |            |
|                   | Partido Cardenista                                                        | 0          |            |
|                   | Partido del Trabajo                                                       | 6          |            |
|                   | Partido del Trabajo Partido Verde Ecologista de México Partido Cardenista | 4          |            |
|                   | Partido del Trabajo Partido Cardenista                                    | 1          |            |
|                   | Partido Verde Ecologista de México                                        | 2          |            |
|                   | Partido Popular Socialista                                                | 1          |            |
|                   | Partido Demócrata Mexicano                                                | 0          |            |

#### Municipio deXalapa
|  | 19.16 % |

|  | 30.97 % |

|  | 43.16 % |

|  | 0.44 % |

|  | 0.44 % |

|  | 2.69 % |

|  | 19.16 % |

|  | 0.02 % |

|  | 2.21 % |

|  | 100.00 % |

#### Municipio deVeracruz
|  | 34.29 % |

|  | 31.18 % |

|  | 25.26 % |

|  | 0.55 % |

|  | 3.78 % |

|  | 0.02 % |

|  | 2.16 % |

|  | 100.00 % |

#### Municipio deCoatzacoalcos
|  | 14.50 % |

|  | 29.56 % |

|  | 50.92 % |

|  | 0.94 % |

|  | 0.76 % |

|  | 1.16 % |

|  | 0.11 % |

|  | 0.01 % |

|  | 1.79 % |

|  | 100.00 % |

#### Municipio deCórdoba
|  | 49.88 % |

|  | 36.70 % |

|  | 3.99 % |

|  | 0.77 % |

|  | 0.12 % |

|  | 0.15 % |

|  | 0.00 % |

|  | 1.74 % |

|  | 100.00 % |

#### Municipio deAlvarado
- Delia Ortiz Arango  Hecho

#### Municipio deOrizaba
|  | 46.13 % |

|  | 19.76 % |

|  | 7.26 % |

|  | 0.44 % |

|  | 0.35 % |

|  | 0.38 % |

|  | 0.02 % |

|  | 2.85 % |

|  | 100.00 % |

#### Municipio deCerro Azul
- Carlos A. Michel Pulido  Hecho

#### Municipio de Tierra Blanca
- Francisco Arano Montero  Hecho

#### Municipio deBoca del Río
|  | 52.06 % |

|  | 30.39 % |

|  | 11.69 % |

|  | 1.84 % |

|  | 0.27 % |

|  | 0.00 % |

|  | 0.00 % |

|  | 2.26 % |

|  | 100.00 % |

#### Municipio deTuxpan
- Alfredo Huerta León  Hecho

#### Municipio deMinatitlán
- Amado Guzmán García  Hecho

#### Municipio dePoza Rica
|  | 14.43 % |

|  | 45.57 % |

|  | 32.52 % |

|  | 0.98 % |

|  | 2.39 % |

|  | 1.14 % |

|  | 0.00 % |

#### Municipio deLas Minas
|  | 8.81 % |

|  | 24.56 % |

|  | 25.96 % |

|  | 0.00 % |

|  | 35.57 % |

|  | 0.00 % |

|  | 0.00 % |

|  | 5.10 % |

|  | 100.00 % |

#### Municipio deAlto Lucero
- Francisco Vázquez Rosado  Hecho

#### Municipio deCatemaco
|  | 0.76 % |

|  | 29.05 % |

|  | 26.02 % |

|  | 0.00 % |

|  | 41.13 % |

|  | 0.00 % |

|  | 0.00 % |

|  | 0.09 % |

|  | 2.37 % |

|  | 100.00 % |

#### Municipio deTlacotalpan
- Hilario Villegas Sosa  Hecho

#### Municipio deCastillo de Teayo
|  | 47.99 % |

|  | 45.40 % |

|  | 0.00 % |

|  | 0.00 % |

|  | 0.00 % |

|  | 0.00 % |

|  | 0.00 % |

|  | 0.00 % |

|  | 0.00 % |

|  | 6.61 % |

|  | 100.00 % |

#### Municipio de Pánuco
- Guillermo Díaz Gea  Hecho

#### Municipio dePapantla
- Bonifacio Castillo Cruz  Hecho

#### Municipio de Misantla
- Gustavo Moreno Ramos  Hecho

#### Municipio de Hidalgotitlán
- José Valladares Rodríguez  Hecho

#### Municipio de Naolinco
- Alfredo R. Guevara Meza  Hecho

#### Municipio de San Andrés Tuxtla
- Roberto Enríquez Ruiz  Hecho

#### Municipio de Agua Dulce
- Raúl Delgado Montalvo  Hecho

#### Municipio de Tres Valles
- Francisco Javier Ochoa Cortes  Hecho

#### Municipio dePerote
- José Francisco Yunes Zorrilla  Hecho